# Eureka (2023)
Eureka ist ein Filmdrama von Lisandro Alonso. Erzählt wird der Film von Eureka, einer Frau, die zum Wandervogel geworden ist, um eine Verbindung zwischen den Jahren 1870 und 2019 und den USA, Mexiko und dem Amazonas-Regenwald herzustellen. Der Film feierte im Mai 2023 bei den Filmfestspielen in Cannes seine Premiere und kam im April 2024 in die deutschen Kinos.

## Handlung
Drei Teile erzählen Episoden, die zwischen 1870, 2019 und 1974 in der Zeit und dem Wilden Westen, der Pine Ridge Reservation und einem unbestimmten Ort am Amazonas spielen. Verbunden werden die Episoden durch einen Jabiru, der als Seelenvogel der Protagonisten auftritt. 
Im ersten Teil kommt ein Mann (Mortensen) in eine geradezu cartoonhaft gesetzlose Westernstadt um seine Tochter wieder zu finden. Nach einer Vielzahl von Schusswechseln will sie nicht mit ihm gehen und es kommt zu einer letzten Schießerei. Der Vogel fliegt auf. Diese Episode stellt sich am Anfang des zweiten Teils als Fernsehsendung heraus, die im Haus einer Lakota-Polizistin (Clifford) läuft, bevor sie zum Dienst fährt. Sie rettet eine Touristin, nimmt eine schwangere 15-jahrige fest, stellt einen betrunkenen Autofahrer und wird zum Ort einer Schießerei im Indianerkasino gerufen. Immer wieder fordert sie Unterstützung an, die ihr aber nicht gewährt wird. Gleichzeitig bittet die festgenommene Schwangere nahezu ununterbrochen darum, auf Toilette gehen zu dürfen und ihre Handfesseln zu lockern. Im Kasino überwältigt sie die Belastung ihres Dienstes und sie antwortet nicht mehr auf die Einsatzzentrale, so dass ihre Nichte die ganze Nacht auf sie wartet. Am nächsten Tag geht die Nichte zu ihrem Großvater, der auf ihren Wunsch einen Trank bereitet, der sie auf eine Reise durch den Raum führen soll. Wieder fliegt der Vogel fort, anstelle der Nichte bleiben nur Federn zurück. Die dritte Episode beginnt in einem indigenen Dorf im Pantanal, ein junger Mann verlässt seine Angehörigen und heuert in einem Goldgräbercamp an. Nach überraschend großen Funden erkrankt er an einem wörtlich genommenen Goldfieber. Der Kommandant des Camps schickt ihn zu einem Vertrauten, der ihn über den großen Fluss und zu einer Kapelle bringt, wo er von einer Frau gepflegt wird. Der Vogel stakt durch das Zimmer, während auf dem Bett nur seine Hose und sein Messer zurückbleiben.

## Produktion

### Filmstab und Aufbau

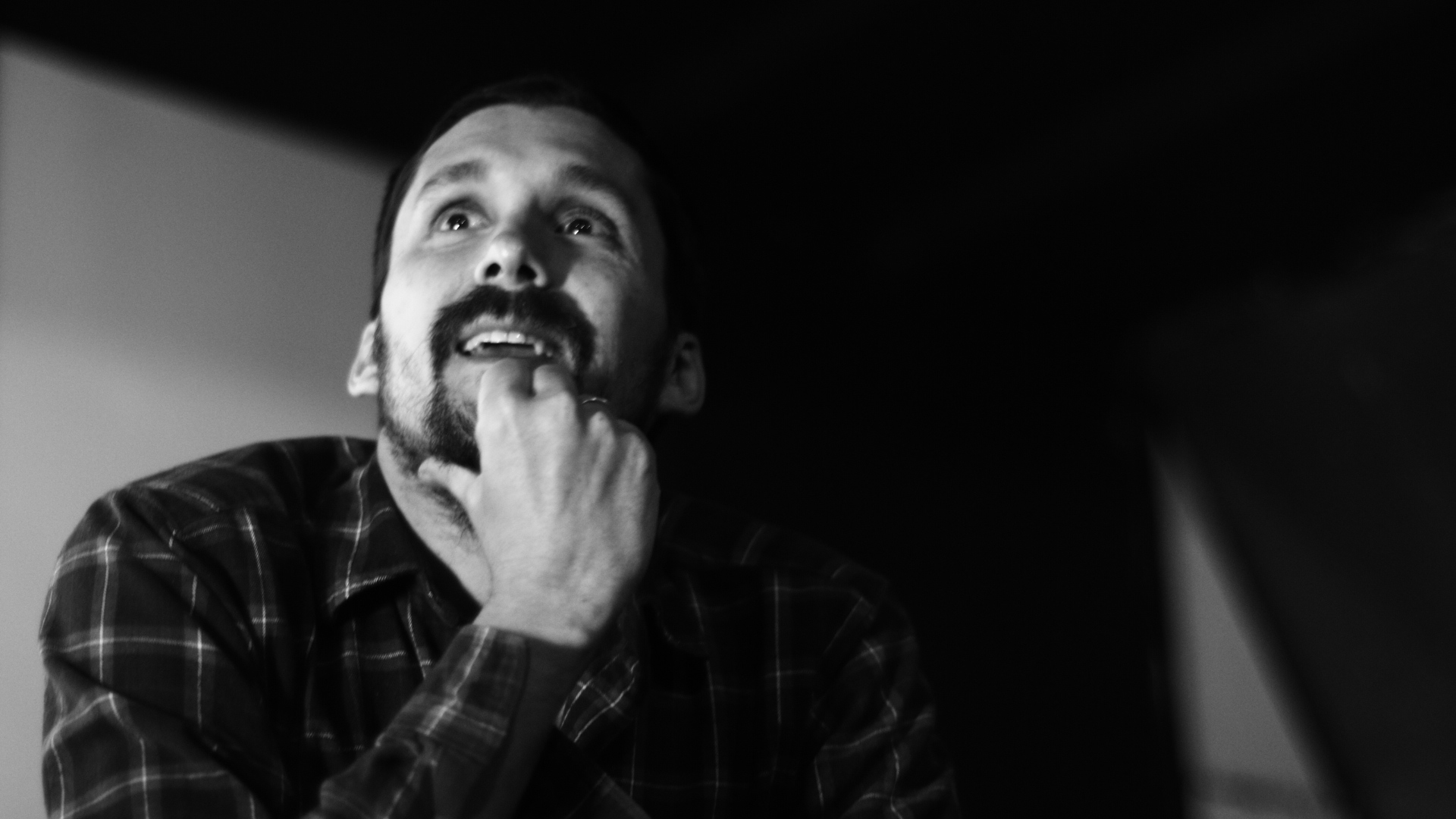
Regisseur Lisandro Alonso

Regie führte der Argentinier Lisandro Alonso, der auch das Drehbuch schrieb. In drei Kapiteln erzählt er in dem Film von verschiedenen Volksgruppen in Amerika und wie sie in ihrer jeweiligen Umgebung im Laufe der Jahrhunderte lebten, beginnend im Jahr 1870 und endend im Jahr 2019. Das erste Kapitel trägt den Titel „Western“ und spielt 1870 in einer gesetzlosen Gemeinde an der Grenze zwischen den USA und Mexiko. „Pine Ridge“, das zweite Kapitel, spielt in einem Indianerreservat in South Dakota. In Kapitel drei mit dem Titel „Amazonia“ wird ein Abenteurer buchstäblich vom „Goldfieber“ heimgesucht. Um eine Verbindung zwischen den Zeiten und Kontinenten herzustellen, wird die Erzählung von Eureka getragen, einer Frau, die zum Wandervogel geworden ist.

### Besetzung und Dreharbeiten
Viggo Mortensen, der bereits in Alonsos Film Jauja in der Hauptrolle zu sehen war, spielt in Eureka Murphy. In weiteren Rollen sind José María Yazpik, Chiara Mastroianni als Maya, Viilbjørk Malling Agger als Molly, Rafi Pitts als Randall und Santiago Fumagalli zu sehen. Luísa Cruz spielt eine Nonne, Natalia Ruiz eine Prostituierte.
Die Dreharbeiten wurden im November 2021 begonnen und fanden in einem Indianerreservat namens Pine Ridge in South Dakota statt. Ein weiterer Drehort war Oaxaca in Mexiko, wo der Regisseur mit einer Gemeinschaft von Chatinos drehte, die eine ganz besondere Sprache sprechen, die nur wenige verstehen. Weitere Aufnahmen entstanden in Südamerika, Portugal und in dem Kulissendorf „Western Leone“ im spanischen Almería, wo Sergio Leone Filme wie seine Meisterwerke Zwei glorreiche Halunken und Spiel mir das Lied vom Tod drehte. Als Kameramann fungierte der Finne Timo Salminen.

### Musik und Veröffentlichung
Die Musik, die für den Film verwendet wurde, stammt von dem 2004 verstorbenen argentinischen Perkussionisten Domingo Cura, bekannt für seine Volksmusik.
Die Premiere des Films erfolgte am 19. Mai 2023 bei den Filmfestspielen in Cannes, wo er in der Sektion Premières gezeigt wurde. Ende Juni 2023 wurde er beim Filmfest München vorgestellt. Im Oktober 2023 wurde er beim New York Film Festival, bei der Viennale und beim Rome Film Fest gezeigt. Ende Januar, Anfang Februar 2024 wurde er beim Göteborg Film Festival vorgestellt. Der Kinostart in Deutschland erfolgte am 25. April 2024. Ebenfalls im April 2024 wird Eureka beim San Francisco International Film Festival. gezeigt.

## Rezeption

### Kritiken
Von den bei Rotten Tomatoes aufgeführten Kritiken sind 81 Prozent positiv.

### Auszeichnungen
Filmfest München 2023
- Nominierung im Wettbewerb Cinemasters[14]

Gijón International Film Festival 2023
- Nominierung in der Sektion Albar[15]